# مقبرة أبي أيوب الأنصاري

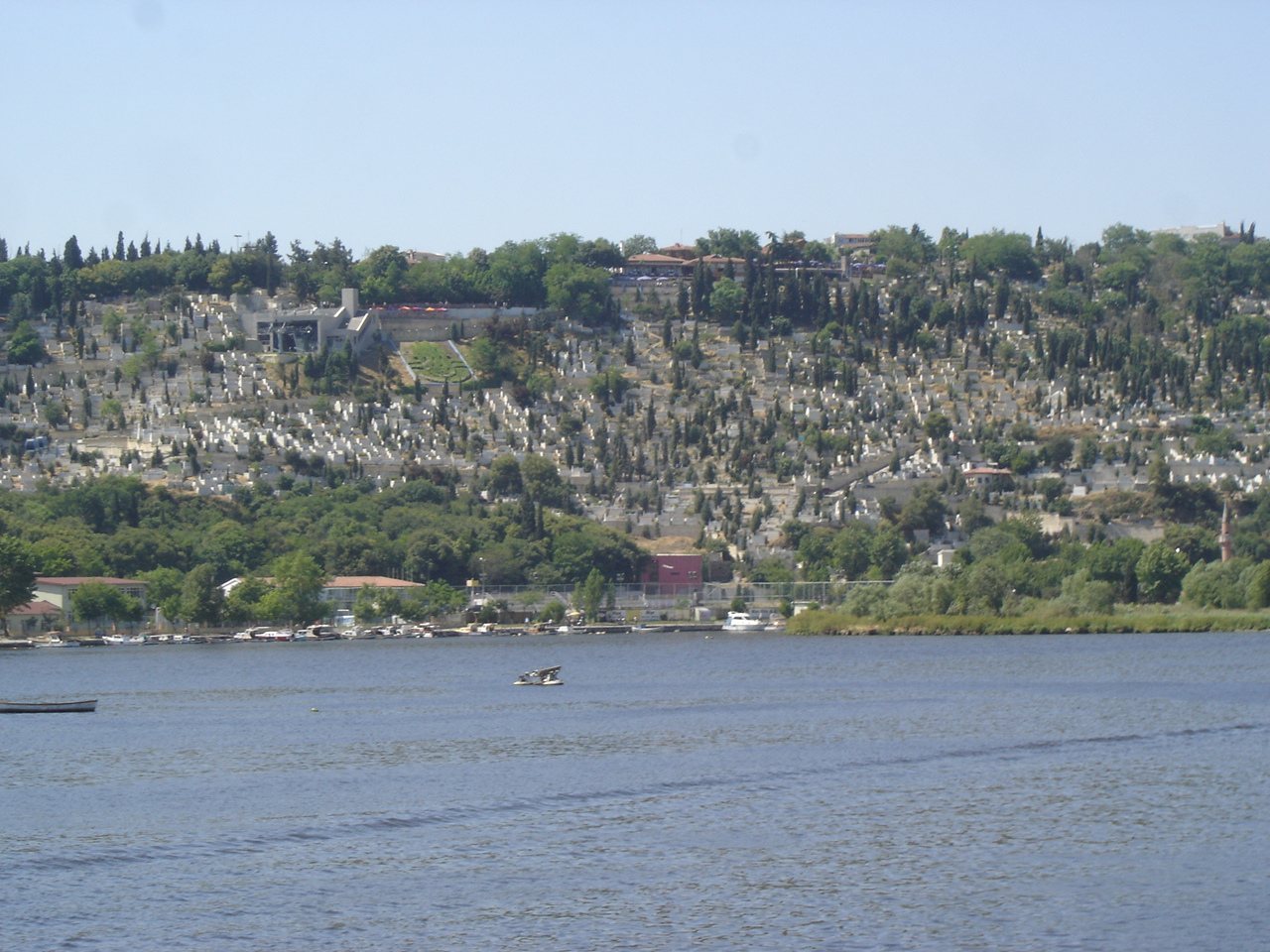
قسم من المقبرة - من الجهة الشرقية من القرن الذهبي.

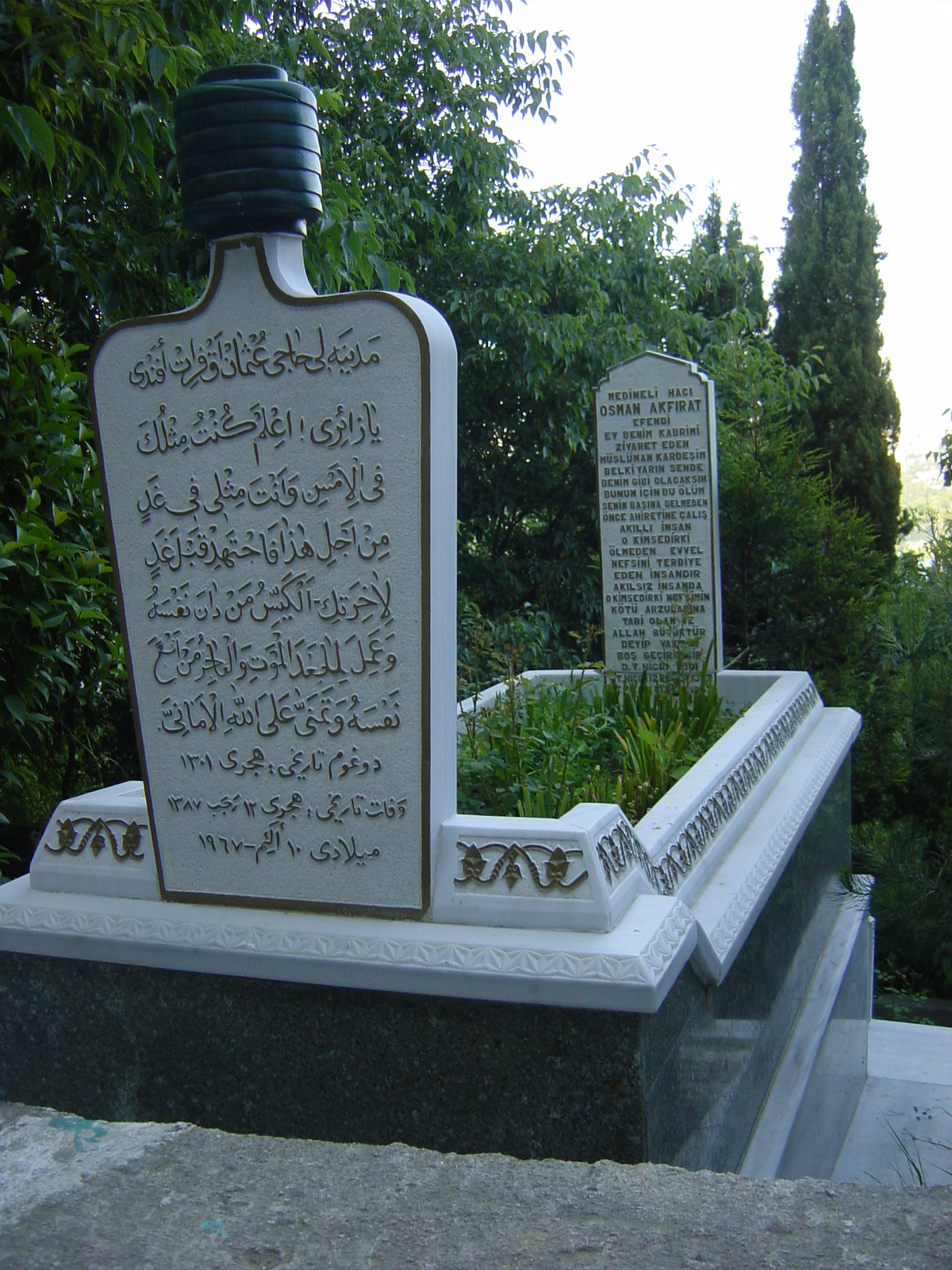
قبر فيها بعض الاحاديث الشريفة.

مقبرة أبي أيوب الأنصاري هي مقبرة تاريخية، تقع في بلدية «أيوب» في محافظة إسطنبول، فيها ضريح الصحابي الجليل أبي أيوب الأنصاري. تقع المقبرة على مقربة من جامع أيوب سلطان، وللمنطقة تاريخ طويل كمكان للدفن سواء للمسلمين أو للنصارى، حيث أنها تقع خارج المدينة. وقد تعرضت بعض أحجار وشواهد القبور إلى أضرار في السنين الماضية جراء إنشاءات الطرق الحديثة.

## تاريخ
بعد فتح القسطنطينية سنة 857هـ/1453م حدد الشيخ آق شمس الدين - مُعلم ومربي السلطان محمد الفاتح - موضع قبر الصحابي أبي أيوب الأنصاري، قائلا: «إني أشاهد في هذا الموضع نورا، لعل قبره هاهنا» وذهب لذلك الموضع وتوجه زمانا، ثم قال: «التقت روحه مع روحي وهنأني بهذا الفتح» وقال: «شَكَرَ الله سعيكم حتى خلصتموني من ظلمة الكُفر». وبعد ذلك أمر السلطان محمد الفاتح ببناء قبة على ذلك الموقع.

## الموقع
تقع مقبرة أبي أيوب الأنصاري على الضفة الغربية لخليج القرن الذهبي خارج الجدران التاريخية للقسطنطينية (إسطنبول). وهي تمتد بين شاطئ القرن الذهبي حتى منحدر «قاريغدي» (بالتركية: Karyağdı)‏، حتى إديرنا كاپي (بالتركية: Edirnekapı)‏ .
أدت أعمال إنشاءات الطرق والتأميم حول القرن الذهبي إلى أضرار كبيرة على القبور.

## قائمة من دفنوا في المقبرة
ممن دفن في المقبرة:
- محمد الخامس العثماني - سلطان عثماني.
- أبو السعود أفندي - مفتي الدولة العثمانية.
- لالا مصطفى باشا - صدر أعظم.
- حمد الله الأماسي - خطاط.
- كامل آقديك - خطاط.[4]
- حامد الآمدي - خطاط.[5]
- عبد القادر عيسى - شيخ الطريقة الشاذلية.[6]
- عبد المجيد الزنداني - عالم وسياسي يمني.
- الفاتح علي حسنين - طبيب وداعية وسياسي وكاتب ومترجم سوداني ومستشار الرئيس البوسني علي عزت بيغوفيتش.
- بشير فؤاد.
- القوشجي.
- رزان قادين أفندي.
- ماه فيروز.
- كامل آقديك.